# Lathraeocarpa
Lathraeocarpa là một chi thực vật có hoa trong họ Thiến thảo (Rubiaceae).

## Loài
Chi Lathraeocarpa gồm các loài: